# سفر حسن روحانی به ایتالیا و فرانسه (۱۳۹۴)
سفر حسن روحانی به ایتالیا و فرانسه در بهمن ماه ۱۳۹۴، اولین سفر رئیس‌جمهور ایران به کشورهای عضو اتحادیه اروپا پس از سال یازده سال (۱۳۸۳ در دولت دوم سید محمد خاتمی) بود. اولین سفر رئیس‌جمهور ایران پس از اجرایی شدن توافق هسته ای برجام که در قالب یک هیئت بلندپایه صد و پنجاه نفری متشکل از دو معاون رئیس‌جمهور، نه وزیر، و تعدادی از معاونانشان و حدود نود چهره اقتصادی و کارآفرین انجام شد تا عزم جزم ایران برای آغاز فصل جدیدی از مناسبات سیاسی و اقتصادی با جهان بعد از رفع تحریم‌ها و اجرای برجام را نشان دهد. در جریان این سفر چهار روزه دولت ایران، چهارده سند همکاری به ارزش ۲۰ میلیارد یورو با ایتالیا و بیست سند همکاری به ارزش ۳۰ میلیارد یورو با فرانسه به امضا رسانید.

## همراهان رئیس جمهور
اسامی مقامات عالیرتبه دولتی که در این سفر همراه با حسن روحانی حضور داشتند عبارتند از:
- جواد ظریف (وزیر امور خارجه)
- بیژن نامدار زنگنه (وزیر نفت)
- محمدرضا نعمت‌زاده (وزیر صنعت)
- عباس آخوندی (وزیر راه)
- حسن قاضی زاده هاشمی (وزیر بهداشت)
- ولی‌الله سیف (رئیس بانک مرکزی)
- محمد نهاوندیان (رئیس دفتر رئیس‌جمهور)
- حسین فریدون (دستیار رئیس‌جمهور)
- معصومه ابتکار (رئیس محیط زیست)
- محمدعلی نجفی (مشاور اقتصادی رئیس‌جمهور)

## سفر به ایتالیا
در ۵ بهمن ۱۳۹۴، حسن روحانی، رئیس‌جمهوری ایران به دعوت سرجیو ماتارلا، رئیس‌جمهور ایتالیا و فرانسوا اولاند، رئیس‌جمهور فرانسه، به منظور سفری چهار روزه به اروپا، وارد رم شد و مورد استقبال رئیس‌جمهور ایتالیا قرار گرفت. سفر روحانی به ایتالیا، اولین سفر رئیس‌جمهوری ایران به یک کشور عضو اتحادیه اروپا پس از یازده سال (دولت دوم سید محمد خاتمی به شمار می‌آمد. در این سفر ضمن دیدار و گفتگوهای چندجانبه میان رئیس‌جمهور ایران با رئیس‌جمهور و نخست وزیر ایتالیا، چندین سند همکاری امضا شده و مراسم ضیافت رسمی نهار در محل کاخ موزه شهرداری رم برگزار گردید.

### استقبال بی‌سابقه ایتالیا از رئیس جمهور ایران
رئیس جمهور و نخست وزیر ایتالیا، استقبال بی‌سابقه ای از حسن روحانی، رئیس‌جمهور ایران عمل آوردند و در این رابطه شبکه سی ان ان، گزارش داد: "ایتالیایی‌ها حسن روحانی، رئیس جمهوری ایران را بیشتر از باراک اوباما، رئیس جمهور آمریکا تحویل گرفتند و کاروانی متشکل از ۴۵ خودرو زرهی و هشت موتور سیکلت وی و هیئت همراه را تا کاخ ریاست جمهوری همراهی کردند. رئیس جمهور روحانی نهار را در کاخ ریاست جمهوری مهمان بود. وی به همراه شش وزیر و ۱۲۰ بازرگان همراهش امشب شام را در رومن فارم صرف کردند که بسیار زیبا چراغانی و آذین بندی شده‌است. ایتالیایی‌ها هر آنچه را در چنته داشتند رو کردند. "

### پوشاندن مجسمه‌های برهنه قصر کاپیتول در رم
حسن روحانی، رئیس‌جمهور ایران در جریان سفرش به ایتالیا همراه با ماتئو رنتسی، نخست وزیر ایتالیا از قصر کاپیتول (رم)(کامپیدولیو) دیدن کرد. در عکس‌ها و تصاویری که از بازدید او از این قصر در رسانه‌های ایتالیایی منتشر شده، نشان داده می‌شود که تعدادی از مجسمه‌های برهنه در داخل جعبه‌ای قرار گرفته‌اند که دیده نشوند. روزنامه ایتالیایی لا ریپوبلیکا در وبسایت خود با انتشار دو عکسی که مجسمه‌های پوشیده در جعبه را نشان می‌دهد، نوشته «این مجسمه‌های برهنه در موزه کاپیتول با تخته پوشیده شده‌اند که برای رئیس‌جمهور ایران آزار دهنده نباشند.» دو سال پیش هم در جریان مذاکرات ایران و گروه ۱+۵ مجسمه مرد برهنه‌ای در ورودی کاخ ملل ژنو به خاطر دیپلمات‌های ایرانی پوشانده شد.
روز بعد در نشست خبری یکی از خبرنگاران در رابطه با این موضوع از حسن روحانی، سؤال کرد که رئیس‌جمهور ایران گفت: «این موضوع، موضوعی روزنامه ای است و معمولاً خبرنگاران و مطبوعات علاقه‌مند هستند که راجع به آنها صحبت کنند. من چیز خاصی در آن زمینه ندارم و قبلاً هیچ گفتگویی [در این باره] نداشتیم، اما من می‌دانم مردم ایتالیا بسیار مهماندوستند و علاقه‌مند هستند به مهمانشان خوش بگذرد.»

### انعقاد قراردادها در کنار تندیس مارکوس آئورلیوس
در ۶ بهمن ۱۳۹۴، کنفرانس خبری مشترک رئیس‌جمهور ایران و نخست وزیر ایتالیا و همچنین مراسم انعقاد قراردادهای اقتصادی دو کشور در محل قصر کاپیتول (رم) و در مجاورت تندیس بزرگ مارکوس آئورلیوس، امپراتور روم، که از آثار هنری بی نظیر روم باستان است، برگزار شد. پس از انجام این کنفرانس، حسین دهباشی، مشاور سابق و از کارگردانان مستند تبلیغاتی حسن روحانی در انتخابات ریاست جمهوری، ضمن انتقاد از مشاوران رئیس‌جمهور و بی سواد خواندن آنها، به این نکته اشاره کرد که مارکوس آئورلیوس، ایرانیان را در عصرِ پارتیان و سلسلهٔ اشکانی به سختی شکست داده و مغلوبِ خود ساخته و امضای قراردادهای دو کشور زیر سم اسبان این امپراتور روم، تحقیر ایران بوده‌است.
این موضوع واکنشهای زیادی را در شبکه‌های مجازی و سایتهای خبری ایجاد کرد و با واکنش تند رضا رشیدپور، مجری سابق تلویزیون و از اعضای تیم رسانه ای حسن روحانی در دوران تبلیغات انتخاباتی مواجه گردید. در این میان مصطفی مسجدی آرانی، روزنامه‌نگار نیز ضمن تبیین واقعیات تاریخی به بیان این موضوع پرداخت که جنگهای پارتیان و روم در دوره مارکوس آئورلیوس در سه سال اول با پیروزی روم و در سه سال دوم با پیروزی اشکانیان به پایان رسیده و اصولاً پیروزی قابل توجه و پایداری نصیب هیچ طرفی در این جنگها نشده‌است. او اشاره کرد که حتی همان موزه کپیتولاین رم هم در توضیحات این مجسمه نوشته که هیچ اشاره ای در منابع باستانی به اینکه این مجسمه، واقعاً مجسمه آئورلیوس باشد نشده و آنچه هم که از منابع متاخر فهم می‌شود این است که این مجسمه اوست پس از آنکه در سال ۱۷۶ بر ژرمن‌ها یعنی اروپاییان پیروز شده‌است. پس چه خوب که رئیس‌جمهورمان پیش مجسمه‌ای کنفرانس خبری برگزار کرده که نشان پیروزی اروپاییان بر خودشان است. پیروزی غرب بر غرب. نشانه «اللهم اشغل الظالمین بالظالمین». و در نهایت باز بهتر از من می‌دانید که آئورلیوس، امپراطوری بود که مثل رئیس‌جمهور حقوق‌دان ما، به امر قضاوت و دادگاه توجه داشت و می‌گفت که یک قاضی خوب بهتر از سرباز مسلح می‌تواند نظم جامعه را حفظ کند.

### ضیافت شام بدون شراب
جیمز پالیتی در فایننشال تایمز گزارشی دربارهٔ سفر روحانی به ایتالیا و استقبال با شکوهی که از او و هیئت همراه به عمل آمده نوشته‌است. در بخشی از این گزارش به ضیافت شامی که دولت ایتالیا به افتخار حضور رئیس‌جمهوری ایران ترتیب داده، پرداخته شده‌است:
«ضیافت شام شب در نزدیکی ترزا کافارلی، که دارای زیباترین چشم‌انداز از شهر جاودانه رم است، برگزار شد، ماتئو رنتسی، نخست وزیر ایتالیا میزبان آقای روحانی و بیش از ۱۰۰ نفر از مدیران اجرایی ایتالیایی و وزرای کابینه بود. به گفته یکی از مقامات بلندپایه ایتالیایی در این ضیافت هیچ شرابی سر میز شام نبود ولی با سوفله آرتیشو، همراه با خامه نعنای تازه، نوعی پاستای مالتالیاتی و کدو حلوایی و قارچ، ماهی در لایه ای از سبزی‌های معطر و دسر بستنی با طعم شاه بلوط پذیرایی شد.»

### دیدار با پاپ فرانسیس یکم
حسن روحانی همچنین، ضمن این سفر با پاپ فرانسیس یکم، رهبر کاتولیکهای جهان و نخست وزیر واتیکان دیدار و گفتگو کرد و از پاپ درخواست نمود تا برای وی دعا نماید. این اولین دیدار رئیس‌جمهور ایران با رهبر کاتولیکهای جهان پس از شانزده سال، (دولت اول سید محمد خاتمی) بود.

## سفر به فرانسه
رئیس جمهور ایران سپس در ۷ بهمن ۱۳۹۴، عازم پاریس گردید و مورد استقبال فرانسوا اولاند، رئیس‌جمهور فرانسه قرار گرفت و همچنین با رؤسای شرکت نفت و گاز فرانسه، توتال و شرکت هواپیماسازی اروپایی، ایرباس، دیدار نموده و قراردادهایی بین ایران و شرکتهای مذکور در جهت تبادل نفت و گاز و خرید هواپیما منعقد گردید.

### لغو ضیافت شام به دلیل سرو شراب
در ۷ بهمن ۱۳۹۴، پایگاه خبری کودال فرانسه گزارش داد که ظاهراً حسن روحانی، دعوت شام رئیس‌جمهور فرانسه در کاخ الیزه را به دلایل مذهبی رد کرده‌است. به نظر می‌رسد درخواست ریاست جمهوری ایران برای پذیرایی با گوشت حلال و کنار گذاشتن شراب از میز که درخواست رایج ایران است، از سوی مقامات کاخ الیزه رد شده بود. یک مقام برجسته در امور فرانسه-ایران نیز به سایت آر.تی. ال گفت: «یک ضیافت برنامه‌ریزی شده بود که بی‌نتیجه ماند و رهبران دو کشور فرصت بزرگی را از دست دادند.» در تلاشی برای مصالحه در این زمینه، الیزه پیشنهاد برگزاری ضیافت صبحانه را داد اما این پیشنهاد نیز ظاهراً توسط ایرانیان به دلیل کم ارزش بودن رد شد. این مناقشه بر سر شراب یادآور حادثه سال ۲۰۰۹ است. زمانی که نوری المالکی، نخست وزیر پیشین عراق، دعوت رسمی نیکلا سارکوزی، رئیس‌جمهور پیشین فرانسه را رد کرد زیرا او نمی‌خواست که شراب بر سر میز باشد.

### دیدار با رئیس شرکتهای توتال و ایرباس
در ۸ بهمن ۱۳۹۴، حسن روحانی، رئیس‌جمهوری در ادامه سفر رسمی به فرانسه، روسای شرکت نفتی توتال فرانسه و شرکت هواپیمایی ایرباس را به‌طور جداگانه در محل اقامت خود در پاریس به حضور پذیرفت. در این دیدار «پاتریک پویان»، مدیر عامل شرکت نفتی توتال در این دیدار که روز پنجشنبه انجام شد، به سوابق حضور شرکت فوق در جمهوری اسلامی ایران اشاره کرد و گفت که توتال، آماده بازگشت به همکاریها و مشارکت سریع در توسعه میادین انرژی ایران است. «فابریس برژیه»، مدیرعامل ایرباس نیز در این دیدار از گشایش دفتر ایرباس در تهران در آینده ای نزدیک خبر داد و گفت: ۱۷ فروند از هواپیماهای مسافربری تولید این شرکت در سال ۲۰۱۶ تحویل ایران می‌شود که زمان تحویل نخستین فروند از این هواپیماها نیز در ماه فوریه (۱۲ بهمن تا ۱۰ اسفند) است. او همچنین تأکید کرد که همکاریهای آموزشی در عموم زمینه‌های صنعت هوایی، آموزش خلبانی، تعمیرات و تولید قطعات نیز مورد توجه ایرباس خواهد بود.